# Cremna subrutila
Cremna subrutila är en fjärilsart som beskrevs av Hans Ferdinand Emil Julius Stichel 1910. Cremna subrutila ingår i släktet Cremna och familjen Riodinidae. Inga underarter finns listade i Catalogue of Life.